# Айтон (комуна)
Айтон (рум. Aiton) — комуна у повіті Клуж в Румунії. До складу комуни входять такі села (дані про населення за 2002 рік):
- Айтон (727 осіб) — адміністративний центр комуни
- Редіу (611 осіб)

Комуна розташована на відстані 309 км на північний захід від Бухареста, 15 км на південний схід від Клуж-Напоки.

## Населення
За даними перепису населення 2002 року у комуні проживали 1338 осіб.
Національний склад населення комуни:
| Національність | Кількість осіб | Відсоток |
| -------------- | -------------- | -------- |
| румуни         | 1154           | 86,2%    |
| угорці         | 181            | 13,5%    |
| цигани         | 3              | 0,2%     |

Рідною мовою назвали:
| Мова      | Кількість осіб | Відсоток |
| --------- | -------------- | -------- |
| румунська | 1166           | 87,1%    |
| угорська  | 172            | 12,9%    |

Склад населення комуни за віросповіданням:
| Релігія        | Кількість осіб | Відсоток |
| -------------- | -------------- | -------- |
| православні    | 747            | 55,8%    |
| греко-католики | 375            | 28,0%    |
| реформати      | 149            | 11,1%    |
| п'ятдесятники  | 45             | 3,4%     |
| римо-католики  | 5              | 0,4%     |
| старообрядці   | 4              | 0,3%     |
| атеїсти        | 2              | 0,1%     |
| бретрени       | 1              | 0,1%     |
| не релігійні   | 1              | 0,1%     |